# Fotbal Club Unirea Voluntari Urziceni 2010-2011
Questa pagina raccoglie i dati riguardanti il Fotbal Club Unirea Voluntari Urziceni nelle competizioni ufficiali della stagione 2010-2011.

## Rosa
| N. |                    | Ruolo | Calciatore      |
| -- | ------------------ | ----- | --------------- |
| 1  | Romania (bandiera) | P     | George Curcă    |
| 2  | Romania (bandiera) | D     | Bogdan Mustață  |
| 4  | Romania (bandiera) | D     | Valeriu Lupu    |
| 5  | Romania (bandiera) | D     | Marius Ioniță   |
| 6  | Romania (bandiera) | C     | Apostol Muzac   |
| 8  | Romania (bandiera) | C     | Mihai Onicaș    |
| 9  | Romania (bandiera) | A     | Georgian Tobă   |
| 15 | Romania (bandiera) | D     | George Bușcă    |
| 16 | Romania (bandiera) | D     | Epaminonda Nicu |
| 17 | Romania (bandiera) | C     | Paul Țene       |
| 18 | Ghana (bandiera)   | D     | George Blay     |

| N. |                               | Ruolo | Calciatore         |
| -- | ----------------------------- | ----- | ------------------ |
| 20 | Romania (bandiera)            | D     | Alin Toșca         |
| 22 | Romania (bandiera)            | C     | Sergiu Scărlătescu |
| 24 | Romania (bandiera)            | D     | Ioan Mera          |
| 25 | Romania (bandiera)            | C     | Răzvan Pădurețu    |
| 30 | Romania (bandiera)            | C     | Georgian Marcu     |
| 31 | Romania (bandiera)            | D     | Adrian Senin       |
| 76 | Romania (bandiera)            | P     | Cornel Cernea      |
| 90 | Romania (bandiera)            | A     | Adrian Mihalcea    |
| —  | Romania (bandiera)            | C     | Marius Măldărășanu |
| —  | Moldavia (bandiera)           | C     | Artur Pătraș       |
| —  | Macedonia del Nord (bandiera) | D     | Zlatko Boskovski   |